# Чіома Аджунва
Чіома Аджунва (англ. Chioma Ajunwa, нар. 25 грудня 1970) — нігерійська легкоатлетка, що спеціалізується на стрибках у довжину та спринті, олімпійська чемпіонка 1996 року.

## Кар'єра
| Рік                 | Змагання                     | Місто               | Місце               | Дисципліна            | Примітки            |
| Представник Нігерія | Представник Нігерія          | Представник Нігерія | Представник Нігерія | Представник Нігерія   | Представник Нігерія |
| ------------------- | ---------------------------- | ------------------- | ------------------- | --------------------- | ------------------- |
| 1989                | Чемпіонат Африки             | Лагос, Нігерія      | 1                   | стрибки у довжину     | 6.53 м              |
| 1996                | Олімпійські ігри             | Атланта, США        | 5 (півфінали)       | біг на 100 метрів     | 11.14               |
| 1996                | Олімпійські ігри             | Атланта, США        | 5                   | естафета 4×100 метрів | 42.56               |
| 1996                | Олімпійські ігри             | Атланта, США        | 1                   | стрибки у довжину     | 7.12 м              |
| 1997                | Чемпіонат світу в приміщенні | Париж, Франція      | 4                   | біг на 60 метрів      | 7.19                |
| 1997                | Чемпіонат світу в приміщенні | Париж, Франція      | 2                   | стрибки у довжину     | 6.80 м              |
| 1997                | Чемпіонат світу              | Афіни, Греція       | 7 (півфінали)       | біг на 100 метрів     | 11.41               |
| 1997                | Чемпіонат світу              | Афіни, Греція       | 3 (півфінали)       | естафета 4×100 метрів | 43.00               |
| 1997                | Чемпіонат світу              | Афіни, Греція       | 12                  | стрибки у довжину     | 5.21 м              |
| 1998                | Чемпіонат Африки             | Дакар, Сенегал      | 1                   | стрибки у довжину     | 6.78 м              |
| 2001                | Чемпіонат світу              | Едмонтон, Канада    | 4                   | естафета 4×100 метрів | 42.52               |
| 2001                | Чемпіонат світу              | Едмонтон, Канада    | 15 (кв.)            | стрибки у довжину     | 6.44 м              |